# Мориарти, Моника
Мо́ника Мориа́рти (англ. Monica Moriarty, урожд. Мо́ника Джонс, англ. Monica Jones) — канадская кёрлингистка.
В составе женской сборной Канады участник чемпионата мира 1982 (заняли пятое место). Чемпионка Канады среди женщин и среди смешанных команд.
Играла на позициях второго и первого.

## Достижения
- Чемпионат Канады по кёрлингу среди женщин: золото  (1982), серебро (1984).
- Чемпионат Канады по кёрлингу среди смешанных команд: золото (1999).

## Команды
| Сезон                                          | Четвёртый       | Третий          | Второй                 | Первый               | Запасной                         | Турниры                     |
| ---------------------------------------------- | --------------- | --------------- | ---------------------- | -------------------- | -------------------------------- | --------------------------- |
| 1981—82                                        | Колин Джонс     | Кэй Смит        | Моника Джонс           | Барбара Джонс-Гордон |                                  | ЧК 1982 · ЧМ 1982 (5 место) |
| 1983—84                                        | Колин Джонс     | Wendy Currie    | Моника Джонс           | Барбара Джонс-Гордон |                                  | ЧК 1984                     |
| 1988—89                                        | Колин Джонс     | Mary Mattatall  | Моника Мориарти        | Kelly Anderson       | Ким Эклс                         | ЧК 1989 (5 место)           |
| 1993—94                                        | Колин Джонс     | Кэй Цинк        | Angie Romkey           | Ким Келли            | Моника Мориарти                  | ЧК 1994 (7 место)           |
| 1995—96                                        | Колин Джонс     | Кэй Цинк        | Ким Келли              | Нэнси Делахант       | Моника Мориарти                  | ЧК 1996 (8 место)           |
| 2004—05                                        | Кэй Цинк        | Mary Mattatall  | Candice Mittelstadt    | Моника Мориарти      | Meaghan Smart тренер: Rob Krepps | ЧК 2005 (8 место)           |
| 2006—07                                        | Кэй Цинк        | Колин Джонс     | Mary Mattatall         | Моника Мориарти      |                                  |                             |
| 2015—16                                        | Моника Мориарти | Karen Langlois  | Cheryl Mallett Skelton | Jodi Vacheresse      |                                  |                             |
| Кёрлинг среди смешанных команд (mixed curling) |                 |                 |                        |                      |                                  |                             |
| 1998—99                                        | Paul Flemming   | Колин Джонс     | Tom Fetterly           | Моника Мориарти      |                                  | ЧКСК 1999                   |
| 2003—04                                        | Steve Ogden     | Моника Мориарти | Jack Robar             | Marg Cutcliffe       |                                  | ЧКСК 2004 (5 место)         |

(скипы выделены полужирным шрифтом)

## Частная жизнь
Из семьи кёрлингистов: её сестра — чемпионка мира и Канады Колин Джонс, они долгое время вместе играли в одной команде, выступали на чемпионате мира 1982, через несколько лет играли против друг друга на чемпионате Канады 2005 (Колин Джонс как чемпионка прошлого года возглавляла «Команду Канады», Моника Мориарти играла в составе команды провинции Новая Шотландия). Её сын Алекс Мориарти (англ. Alex Moriarty) также кёрлингист, выступал за мужскую команду провинции Новая Шотландия на зимних Канадских играх 2007. Вторая её сестра, Барбара Джонс-Гордон (урожд. Джонс) — тоже кёрлингистка, играла вместе с сёстрами в команде в начале 1980-х, в том числе и на чемпионатах Канады, и на чемпионате мира.